# Tichý Potok
Tichý Potok este o comună slovacă, aflată în districtul Sabinov din regiunea Prešov. Localitatea se află la altitudinea de 527 m deasupra n.m., se întinde pe o suprafață de 62,6 km2 și în 2017 număra 323 de locuitori.

## Istoric
Localitatea Tichý Potok este atestată documentar din 1427.

## Demografie
| An:                | 1994 | 2004   | 2014    | 2024   |
| ------------------ | ---- | ------ | ------- | ------ |
| Număr de persoane: | 419  | 397    | 339     | 331    |
| Diferență:         |      | −5,25% | −14,60% | −2,35% |

| An:                | 2023 | 2024   |
| ------------------ | ---- | ------ |
| Număr de persoane: | 327  | 331    |
| Diferență:         |      | +1,22% |